# Бруно Алвес
Бруно Едуардо Регуфе Алвес (порт. Bruno Eduardo Regufe Alves; Повоа де Варзим, 27. новембар 1981) професионални је португалски фудбалер који игра у одбрани на позицији центархалфа.
Највећи део професионалне каријере провео је играјући у дресу Порта са којим је између осталог освојио и четири титуле националног првака. Играо је још и за атински АЕК, Зенит из Санкт Петербурга, Фенербахче, Каљари, Глазгов Ренџерс и Парму.
Са репрезентацијом Португалије играо је на три светска и европска првенства и једном Купу конфедерација, те освојио титулу првака Европе на ЕП 2016. у Француској.

## Признања и успеси
ФК Порто
- Португалско првенство (4): 2005/06, 2006/07, 2007/08, 2008/09.
- Португалски куп (3): 2005/06, 2008/09, 2009/10.
- Португалски суперкуп (2): 2006, 2009.

 ФК Зенит
- Првенство Русије (2): 2010, 2011/12.
- Руски суперкуп (1): 2011.

 ФК Фенербахче
- Турско првенство (1): 2013/14.
- Турски суперкуп (1): 2014.

 Португалија
- Европско првенство:  2016.
- Куп конфедерација:  2017.

Индивидуална признања
- Најбољи играч Португалског првенства у сезони 2008/09.